# Comuna Șerbăuți, Suceava
Șerbăuți (în germană Scherboutz) este o comună în județul Suceava, Bucovina, România, formată din satele Călinești și Șerbăuți (reședința).

## Demografie
Componența etnică a comunei Șerbăuți
     Români (93,65%)
     Alte etnii (6,35%)
Componența confesională a comunei Șerbăuți
     Ortodocși (78,81%)
     Penticostali (12,98%)
     Alte religii (1,57%)
     Necunoscută (6,64%)
Conform recensământului efectuat în 2021, populația comunei Șerbăuți se ridică la 3.119 locuitori, în creștere față de recensământul anterior din 2011, când fuseseră înregistrați 2.847 de locuitori. Majoritatea locuitorilor sunt români (93,65%). Din punct de vedere confesional, majoritatea locuitorilor sunt ortodocși (78,81%), cu o minoritate de penticostali (12,98%), iar pentru 6,64% nu se cunoaște apartenența confesională.

## Politică și administrație
Comuna Șerbăuți este administrată de un primar și un consiliu local compus din 13 consilieri. Primarul, Cătălin Sanduleac[*], de la Partidul Național Liberal, este în funcție din 2008. Începând cu alegerile locale din 2024, consiliul local are următoarea componență pe partide politice:
|  | Partid                          | Consilieri | Componența Consiliului | Componența Consiliului | Componența Consiliului | Componența Consiliului | Componența Consiliului |
|  | ------------------------------- | ---------- | ---------------------- | ---------------------- | ---------------------- | ---------------------- | ---------------------- |
|  | Partidul Național Liberal       | 5          |                        |                        |                        |                        |                        |
|  | Alianța pentru Unirea Românilor | 5          |                        |                        |                        |                        |                        |
|  | Partidul Social Democrat        | 2          |                        |                        |                        |                        |                        |
|  | Alianța Dreapta Unită           | 1          |                        |                        |                        |                        |                        |

## Recensământul din 1930
Componența etnică a comunei Șerbăuți
     Români (81,15%)
     Germani (1%)
     Evrei (0,7%)
     Ruteni (16,8%)
     Altă etnie (0,35%)
Componența confesională a comunei Șerbăuți
     Ortodocși (96,75%)
     Baptiști (1,25%)
     Romano-catolici (1,05%)
     Mozaici (0,7%)
     Altă religie (0,25%)
Conform recensământului efectuat în 1930, populația comunei Șerbăuți se ridica la 2.058 locuitori. Majoritatea locuitorilor erau români (85,15%), cu o minoritate de germani (1,0%), una de evrei (0,7%) și una de ruteni (16,8%). Restul locuitorilor s-au declarat: sârbi\croați\sloveni (1 persoană), polonezi (2 persoane). Din punct de vedere confesional, majoritatea locuitorilor erau ortodocși (96,75%), dar existau și minorități de romano-catolici (1,05%), mozaici (0,7%) și baptiști (1,25%). Restul locuitorilor au declarat: greco-catolici (6 persoane), evanghelici\luterani (1 persoană).

## Personalități născute aici
- Ion Cozmei (1951 - 2015), scriitor.